# Leonardo Grimani
Leonardo Grimani (Terni, 3 ottobre 1972) è un politico italiano, senatore della Repubblica eletto con il Partito Democratico alle elezioni politiche del 2018.

## Biografia
Diplomatosi perito elettronico, consegue la laurea nel 2007 in economia e commercio all'Università degli Studi di Perugia. Nel frattempo lavora, sino al 2009, come dipendente dell'azienda pubblica Regionale Umbria Salute, presso l'Azienda USL di Terni, come operatore del centro prenotazioni e del dipartimento economico. 

### Attività politica
Assessore presso il comune di San Gemini, viene eletto sindaco nel 2009 e rieletto per il secondo mandato nel 2014. Nel 2014 viene eletto Consigliere Provinciale di Terni, rimanendo in carica per due mandati. È stato anche membro del Consiglio delle autonomie locali dell'Umbria. Ha svolto attività politica nel PD, divenendo membro dell'Assemblea regionale e della Direzione nazionale.

#### Elezione a senatore
Alle elezioni politiche del 2018 viene candidato al Senato della Repubblica, venendo eletto tra le liste proporzionale del Partito Democratico. È stato membro della 6ª Commissione permanente (Finanze e tesoro) del Senato della Repubblica fino al 24 settembre 2019. Dall’11 ottobre 2019 è membro della 1ª Commissione Affari Costituzionali nella quale ricopre il ruolo di Segretario.
Alle elezioni primarie del PD del 2019 sostiene la mozione del segretario uscente Maurizio Martina, ex ministro delle politiche agricole nei governi Renzi e Gentiloni e rappresentante l'area "filo-renziana" del partito, che risulterà perdente arrivando secondo con il 22% dei voti dietro a Nicola Zingaretti (66%).
A seguito della scissione nel PD da parte del gruppo dei parlamentari renziani, il 18 settembre 2019 Leonardo Grimani lascia i dem e aderisce a Italia Viva, il nuovo partito fondato da Matteo Renzi di stampo liberale e centrista.
Il 27 aprile 2021 viene nominato dai presidenti d'Italia Viva Teresa Bellanova ed Ettore Rosato, assieme a Nadia Ginetti, coordinatore regionale in Umbria del partito.
Il 4 dicembre 2021, dopo mesi di retroscena e smentite, abbandona Italia Viva con un messaggio inviato nelle chat territoriali del partito, perché, a suo dire, il partito avrebbe "perso la spinta riformista" e si iscrive al gruppo Misto del Senato.
Il 23 febbraio 2022 aderisce ad Azione; rimasto inizialmente nei Non Iscritti, il 4 maggio aderisce alla componente +Europa-Azione.
Si candida per le elezioni politiche del settembre 2022 nel collegio plurinominale Umbria - 01 del Senato per la lista Azione - Italia Viva, non risultando eletto.